# Habla, mudita
Película española de 1973 dirigida por Manuel Gutiérrez Aragón y protagonizada por José Luis López Vázquez y Kiti Mánver. Fue rodada en el refugio de Áliva y en los pueblos de Bores y Bejes, en Cantabria. Recibió el premio CIDALC en el Festival Internacional de Cine de Berlín.

## Sinopsis
Don Ramiro, hombre preocupado por los problemas del lenguaje, pasa sus vacaciones en un pueblecito de las montañas cántabras. Allí conoce a una joven pastora muda, por la que queda fascinado, en un mundo provinciano, con una visión plana de la existencia.

## Premios
29.ª edición de las Medallas del Círculo de Escritores Cinematográficos
| Categoría         | Premiado                | Resultado |
| ----------------- | ----------------------- | --------- |
| Mejor fotografía  | Luis Cuadrado           | Ganador   |
| Premio revelación | Manuel Gutiérrez Aragón | Ganador   |